# Фанфан-тюльпан (фильм, 1952)
«Фанфан-тюльпан» (фр. Fanfan La Tulipe) — французский фильм плаща и шпаги 1952 года, режиссёр Кристиан-Жак.
Кроме оригинальной чёрно-белой версии, существует также раскрашенная, сделанная в 1997 году.

## Сюжет
Франция, XVIII век. На престоле — король Людовик XV. Франция постоянно с кем-то воюет. Король обнаруживает, что для ровного счёта ему не хватает тридцати восьми солдат. По Франции объявлена кампания по вербовке в солдаты. Фанфан, спасаясь от преследования родственников соблазнённой им девушки, записывается в армию: цыганка нагадала ему, что он будет мужем дочери короля. Выясняется, что цыганка Аделина — дочь вербовщика, которая таким образом заманивает новых рекрутов. Раскусив уловку, Фанфан всё же не отступит от своей мечты и встанет под королевские знамёна. По дороге в полк он спасёт маркизу де Помпадур и дочь короля от нападения разбойников, получив в благодарность брошь в виде тюльпана. В конце концов Фанфан таки станет мужем дочери короля, поскольку Аделина, в которую он был влюблён, оказалась приёмной дочерью короля, и король благословил их брак.

## В ролях
- Жерар Филип — Фанфан-тюльпан (советский дубляж — Владимир Трошин)
- Джина Лоллобриджида — Аделина Лафраншиз (советский дубляж — Нина Никитина)
- Оливье Юссено — Транш-Монтань (советский дубляж — Александр Сашин-Никольский)
- Ноэль Роквер — Фьер-а-Бра (советский дубляж — Владимир Кенигсон)
- Нерио Бернарди — Лафраншиз, отец Аделины (советский дубляж — Алексей Грибов)
- Марсель Эрран — король Людовик XV (советский дубляж — Ростислав Плятт)
- Женевьева Паж — маркиза де Помпадур (советский дубляж — Лариса Орданская)
- Анри Роллан — маршал д’Эстре (советский дубляж — Лев Потёмкин)
- Жан-Марк Тенберг — Лебель (советский дубляж — Олег Голубицкий)
- Лолита Де Силва — фрейлина
- Ирен Янг — Марион
- Сильви Пелайо — принцесса Анриетта, дочь короля (советский дубляж — Маргарита Лифанова)
- Жоржетт Ани — мадам Транш-Монтань
- Люсьен Калламан — маршал Бранденбургский
- Жиль Деламар — солдат
- Жан Пареде — капитан де ла Улетт (советский дубляж — Пётр Березов)
- Жан Дебюкур — Голос истории (советский дубляж — Зиновий Гердт)

Фильм дублирован на киностудии имени Горького в 1954 году.
- Режиссёр дубляжа — Юрий Васильчиков
- Звукооператоры — Александр Избуцкий, Михаил Шмелёв

## Награды
- 1952 — Приз Каннского кинофестиваля за лучшую режиссуру (Кристиан-Жак) и номинация на Большой приз фестиваля
- 1952 — Приз Берлинского кинофестиваля (Серебряный медведь)[2]

## Факты
- В советский прокат фильм был выпущен в начале 1955 года в дублированном переводе киностудии им. Горького.
- В фильме «Добро пожаловать, или Посторонним вход воспрещён», согласно сюжету, в пионерском лагере демонстрируется французский фильм «Фанфан-тюльпан», в советском кинопрокате имевший возрастные ограничения «Зрители до 16 лет не допускаются». Поэтому вожатые, собравшиеся в будке киномеханика, все «сомнительные» сцены закрывали от детей картонкой, на которой сами продолжали наблюдать проекцию изображения этих сцен.

## Издание на видео
Фильм был выпущен на видеокассетах во Франции, Италии и в других странах Европы в конце 1970-х годов. В СССР в 1955, 1983 году фильм шёл на экранах советских кинотеатров, в 1980-е годы фильм с советским дубляжем выпускался на лицензионных видеокассетах изданием «Видеопрограмма Госкино СССР».
В начале 2000-х годов фильм был оцифрован и выпущен на DVD с дополнением трейлера, фотогалереи и фильмографии. В России фильм с советским дубляжем был выпущен на VHS и DVD изданиями «Светла» и «Союз-Видео» в отреставрированной версии, с хорошим качеством изображения и звука, а также в оригинале с русской дублированной и французской звуковыми дорожками—изготовителем и распространителем на территории России «Деваль-Видео». Также выпускался на DVD и с многоголосым закадровым переводом. На коллекционных DVD звуковых дорожек и субтитров нет.